# Zac Purchase
Zachary Jake Nicholas Purchase (Cheltenham, 2 maggio 1986) è un canottiere britannico, vincitore della medaglia d'oro nel 2 di coppia pesi leggeri a Pechino 2008 e d'argento a Londra 2012, assieme a Mark Hunter.

## Palmarès
- Olimpiadi

Pechino 2008: oro nel 2 di coppia pesi leggeri.
Londra 2012: argento nel 2 di coppia pesi leggeri.
- Campionati del mondo di canottaggio

2005 - Kaizu: argento nel singolo pesi leggeri.
2006 - Eton: oro nel singolo pesi leggeri.
2007 - Monaco di Baviera: bronzo nel 2 di coppia pesi leggeri.
2010 - Cambridge: oro nel 2 di coppia pesi leggeri.
2011 - Bled: oro nel 2 di coppia pesi leggeri.